# Rotala thymoides
Rotala thymoides är en fackelblomsväxtart som beskrevs av Arthur Wallis Exell. Rotala thymoides ingår i släktet Rotala och familjen fackelblomsväxter. Inga underarter finns listade i Catalogue of Life.